# Синдикат футуристов
«Синдика́т футури́стов» — тифлисская футуристическая группа.

## История
Название «Синдикат футуристов» появилось в январе 1918 года и весной того же года исчезло из употребления.

## Литературоведческий миф Татьяны Никольской
В своей книге «Авангард и окрестности» Татьяна Никольская пишет, что группа «Синдикат футуристов» официально заявила о своём существовании в ноябре 1917 года. Однако, как утверждает Андрей Крусанов, никаких заявлений, тем более официальных, в ноябре 1917 года группа не делала, а само название «Синдикат футуристов» в это время ещё не существовало. По мнению Крусанова, Никольская «для удобства исторического описания <…> невольно конструирует литературоведческий миф». Также Крусанов предполагает, что привязка к ноябрю 1917 года понадобилась исследовательнице, чтобы включить в деятельность группы ноябрьскую выставку Кирилла Зданевича (который впоследствии вошёл в «Синдикат») и тем самым «расширить время существования группы хотя бы до полугода». Кроме того, для «расширения» состава группы Татьяна Никольская причислила к ней помимо достоверных шести человек ещё дружески общавшегося с ними художника Зыгмунта Валишевского, который в выступлениях «Синдиката футуристов» не участвовал и никогда не упоминался газетно-журнальными хроникёрами в связи с деятельностью группы. По поводу ошибок в книге «Авангард и окрестности» Крусанов делает следующее заключение:
Некоторая небрежность в деталях <…> может оказаться значимой, лишь когда специалисты не столь высокого уровня, доверившись авторитету Никольской, примут указанные литературные мифы за чистую монету и положат их в основу собственных построений.